# Матара (підрозділ окружного секретаріату)
Підрозділ окружного секретаріату Матара — підрозділ окружного секретаріату округу Матара, Південна провінція, Шрі-Ланка. Головне місто - Матара. Складається з 29 Грама Ніладхарі.

## Демографія
| Кількість Грама Ніладхарі | Площа (км2) | Населення (2012) | Населення (2012) | Населення (2012)  | Населення (2012) | Населення (2012) | Населення (2012) | Густота населення (/км2) |
| Кількість Грама Ніладхарі | Площа (км2) | Сингали          | Ларакалла        | Ланкійські таміли | Індійські таміли | Інші             | Всього           | Густота населення (/км2) |
| ------------------------- | ----------- | ---------------- | ---------------- | ----------------- | ---------------- | ---------------- | ---------------- | ------------------------ |
| 29                        | 53,9        | 110,221          | 4,314            | 304               | 22               | 109              | 114,298          | 2,144                    |